# Tibor Csorba
Tibor Csorba (n. 15 martie 1906, Spišské Podhradie, Prešovský kraj, Slovacia – d. 5 septembrie 1985, Budapesta, Republica Populară Ungară) a fost un lingvist, pictor și traducător polonez, promotor al literaturii poloneze și cercetător al relațiilor literare maghiaro-poloneze.

## Biografie
A absolvit Academia de Arte Frumoase din Budapesta în 1929 și Facultatea de Științe Umaniste a Universității din Budapesta. În anii 1920 a început să manifeste interes pentru Polonia: în 1938 a absolvit Institutul Național de Meserii din Varșovia. 
În 1944 a susținut teza de doctorat în filologie cu tema Batory jako humanista.
Începând din 1955 a locuit permanent în Polonia. În perioada 1945-1949 a lucrat ca lector de limba maghiară la Varșovia și Cracovia. El a fost, de asemenea, profesor de literatura maghiară și director al Institutului Maghiar din Cracovia.
A elaborat un dicționar și un manual de învățare a limbii poloneze pentru maghiari: Wielki słownik polsko-węgierski și Uczmy się po węgiersku.
A studiat opera unor autori polonezi renumiți precum Jan Kochanowski, Cyprian Kamil Norwid, Leopold Staff, Jan Kasprowicz, Henryk Sienkiewicz. A scris, de asemenea, despre Adam Czahrowski și Juliusz Słowacki. 
A publicat mai multe studii științifice, printre care:
- Kształcenie a praca zawodowa nauczycieli wychowania plastycznego. Varșovia: Państwowe Wydawnictwo Naukowe, 1967.
- O rysowaniu. Varșovia: Wydawnictwa Szkolne i Pedagogiczne, 1980.
- Losy młodzieży polskiej na Węgrzech w latach II wojny światowej.  Varșovia: Państwowe Wydawnictwo Naukowe, 1981 (coautor Helena Csorba).
- Ziemia węgierska azylem Polaków 1939-1945. Varșovia: Państwowe Wydawnictwo Naukowe, 1985 (coautor Helena Csorba).

În calitate de artist a folosit tehnica acuarelei și a pictat în principal peisaje din Munții Tatra. Lucrările sale au fost expuse adesea începând din 1949 în Polonia și în străinătate. În 1981 Ministerul Culturii și Artei, Uniunea Artiștilor Polonezi și Biroul Central al Expozițiilor de Artă au organizat o expoziție a lucrărilor lui Csorba la Varșovia.
În 1959-1969 a realizat mai multe expoziții peisagistice cu tema Pe urmele lui Lenin în Polonia, Pe urmele lui M. Csombor în Polonia.
A fost laureat al Premiului Włodzimierz Pietrzak și a obținut Ordinul Zâmbetului. 

## Familie
Soția sa, Helena Csorba, provenea din familia Miller (era sora mai mare a prof.dr. Romana Miller), a fost sociolog medical și autoare, printre altele, a cărții Szpital i pacjent (Wroclaw: Zakład Narodowy im. Ossolińskich, 1966).

## Legături externe
- Tibor Csorba, Akwarele. Wystawa Radom 1966  - Radomska Biblioteka Cyfrowa Arhivat în 5 martie 2016, la Wayback Machine.
- Wojciech Piotrowski, Wspomnienie o Tiborze Csorbie: I Węgier Polakiem być może - "Gazeta Biskupińska" Arhivat în 5 martie 2016, la Wayback Machine.